# Biała Baszta
Biała Baszta – skała na wzniesieniu Góra Zborów w miejscowości Kroczyce w województwie śląskim, w powiecie zawierciańskim, w gminie Kroczyce. Wzniesienie to należy do tzw. Skał Kroczyckich i znajduje się w obrębie rezerwatu przyrody Góra Zborów na Wyżynie Częstochowskiej.
Biała Baszta zbudowana jest z wapieni i znajduje się na otwartym terenie, po północnej stronie Młynarzy. Ma wysokość 10–12 m, połogie i pionowe ściany z filarem.

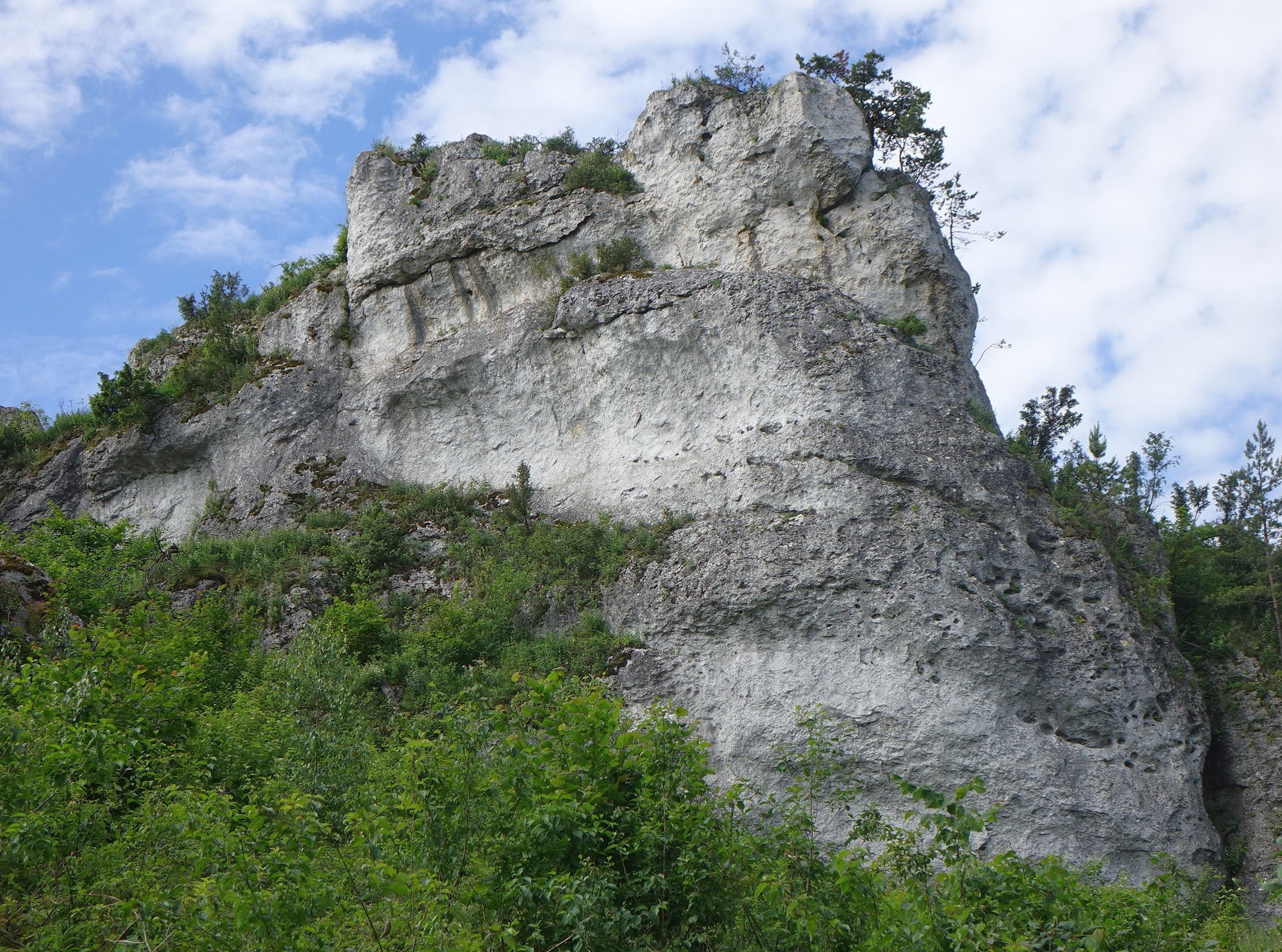
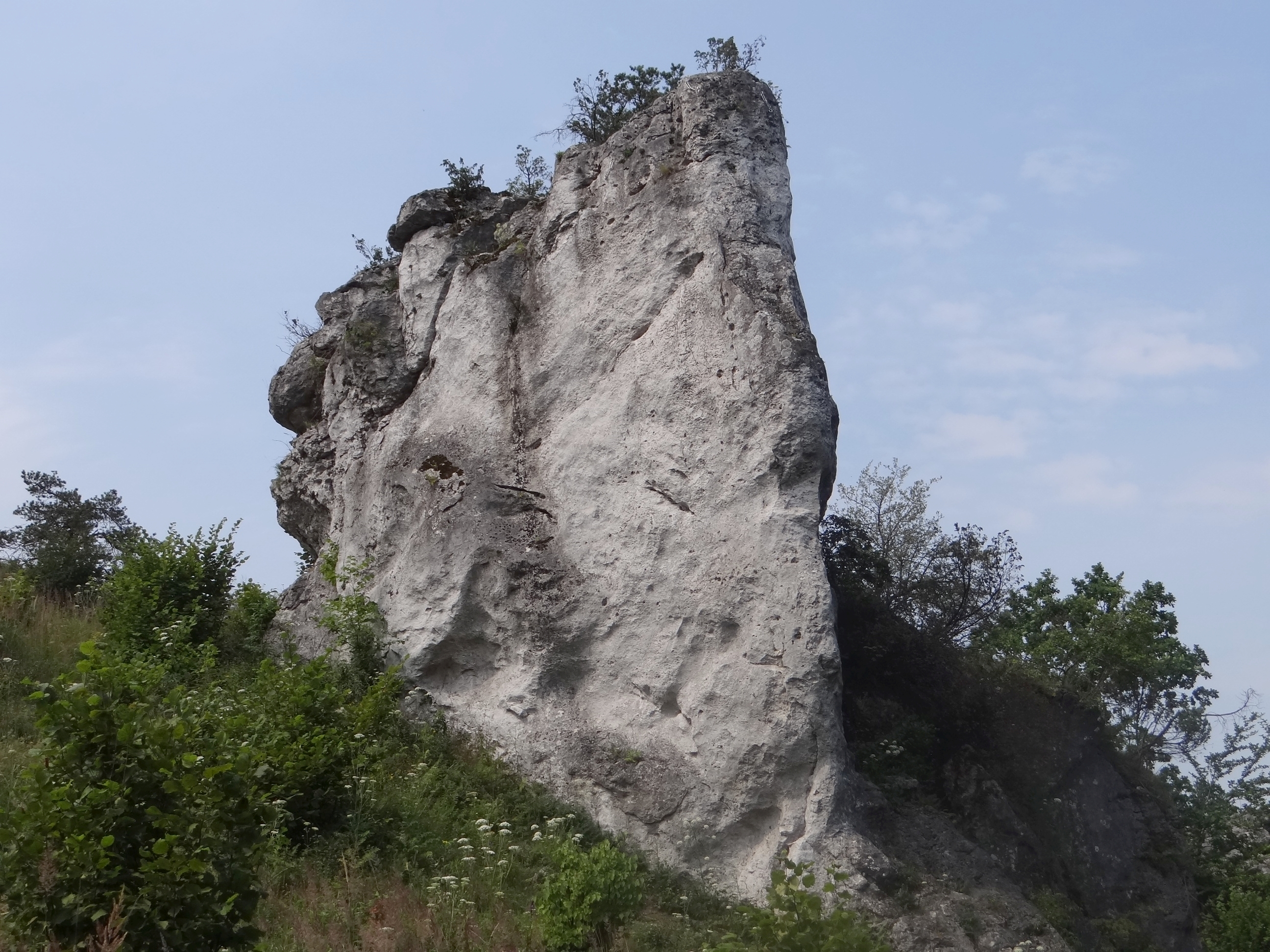
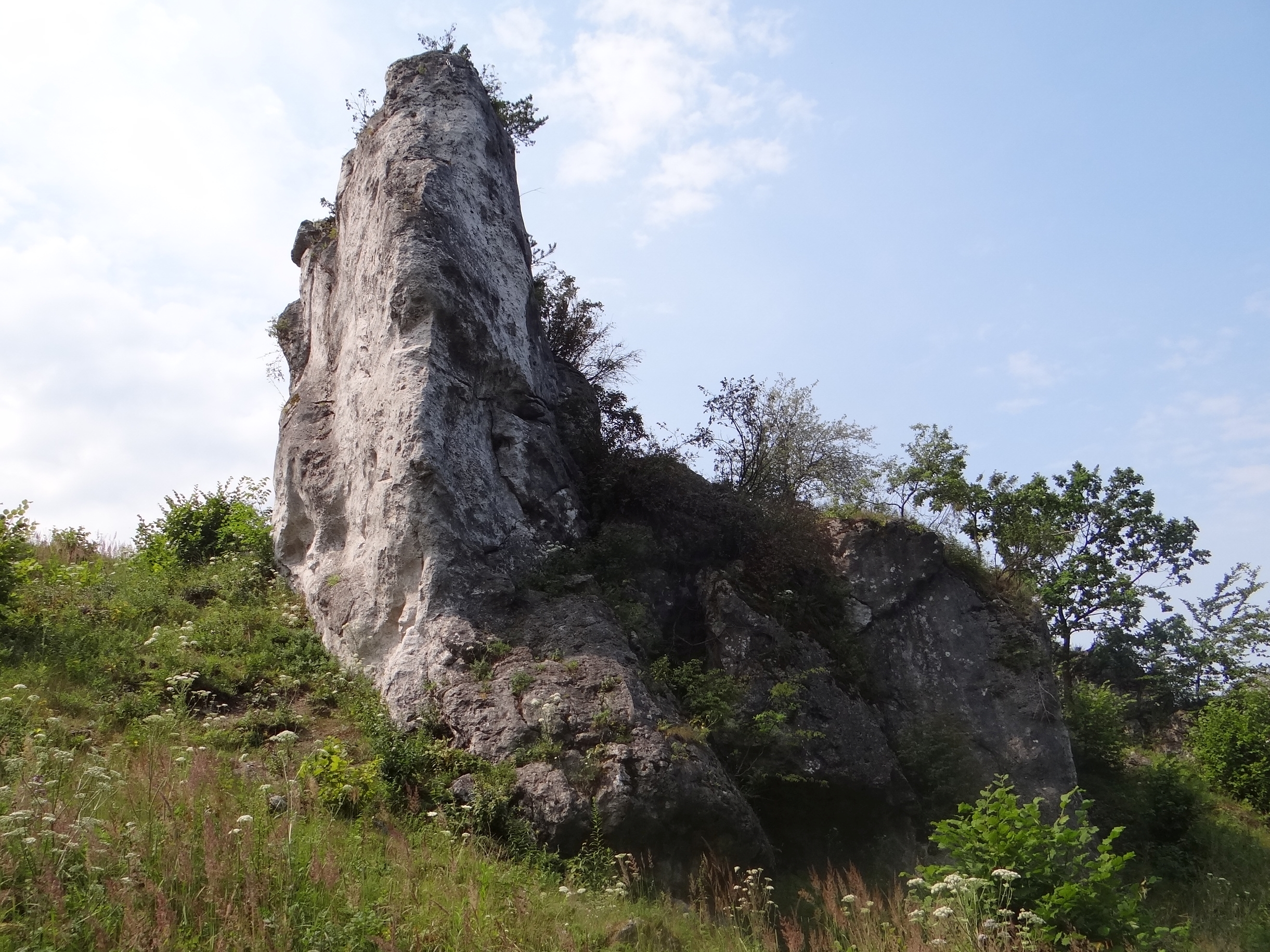
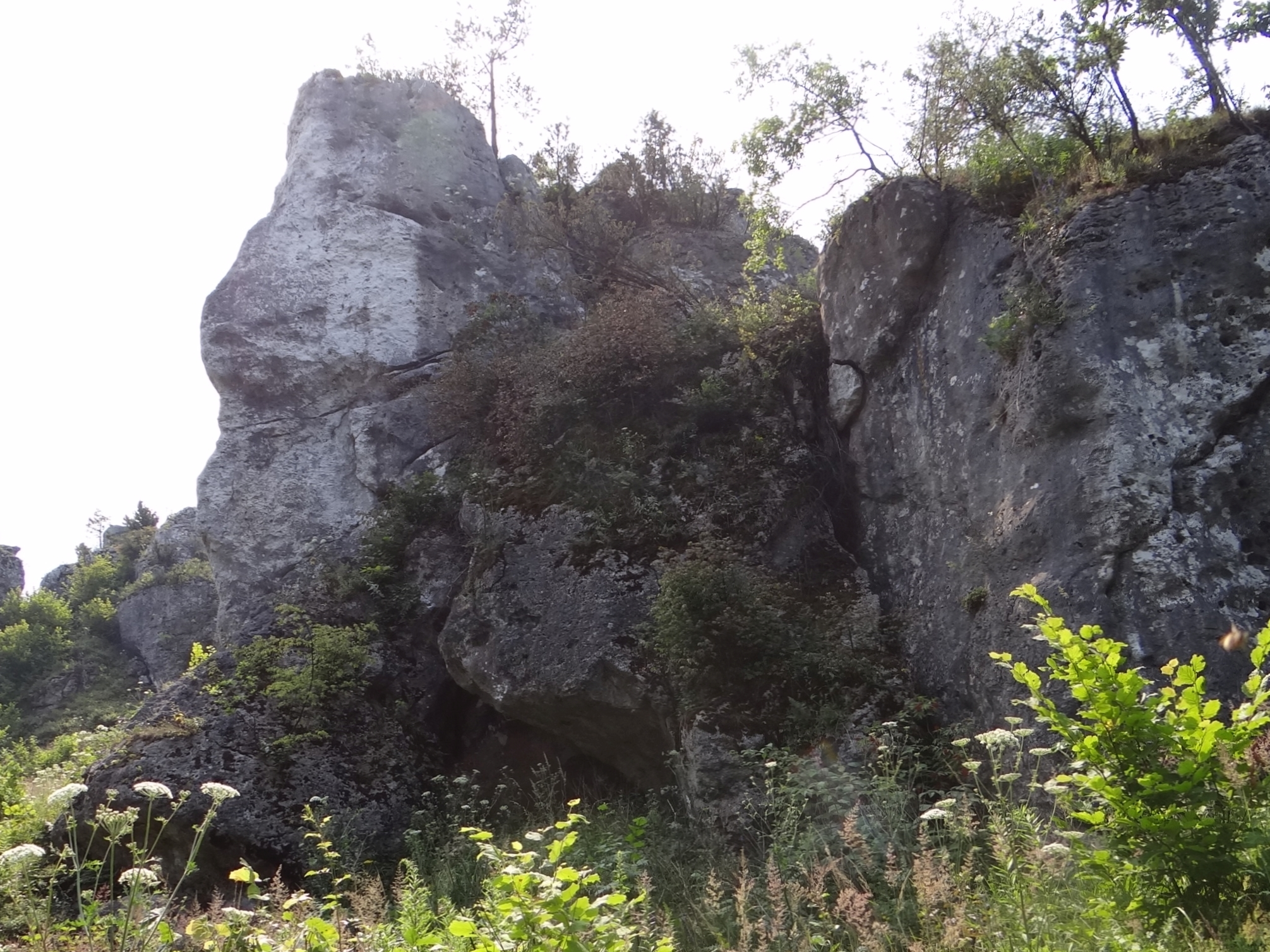

## Drogi wspinaczkowe
Na północno-zachodniej i wschodniej ścianie Białej Baszty wspinacze skalni poprowadzili 6 dróg wspinaczkowych o trudności od VI+ do VI.4 w skali Kurtyki. Mają zamontowane stałe punkty asekuracyjne: ringi (r) i stanowisko zjazdowe (st).

Biała Baszta I
1. Bez nazwy; VI+, 11 m
2. Lot pingwina (Druga Fajerówka); VI.4, 4r + st, 12 m
3. Izabel; VI.2+, 6r + st, 12 m
4. Wędka; VI.2, st, 12 m[2].

Biała Baszta II
1. Kant Białej Baszty; 4r + st, 11 m, 17 m
2. Gra w klasy; 4r + st, 11 m[2]

U północno-wschodniej podstawy Białej Baszty znajduje się Schronisko pod Białą Basztą.

## Piesze szlaki turystyczne
Obok Białej Baszty prowadzą 2 szlaki turystyczne.
 Szlak Orlich Gniazd: Góra Janowskiego – Podzamcze – Karlin – Żerkowice – Morsko – Góra Zborów – Zdów-Młyny – Bobolice – Mirów – Niegowa.
 Szlak Rzędkowicki: Mrzygłód – Myszków – Góra Włodowska – Rzędkowickie Skały – Góra Zborów (parking u stóp góry)